# 長拳
長拳（ちょうけん）とは通常、査拳（さけん）、華拳（かけん）、砲拳（ほうけん）などを総称してよばれる。特徴としては、相手から遠く離れた場所から、動作が大きく、全身を大きく伸びやかに動かし、跳躍しての蹴り技や、旋転し、駆けまわったりする動作がある。
日本では競技（武術太極拳）として太極拳と南拳と共に多く親しまれる。

## 参考
- 松田隆智、水田徳隆『教門長拳 中国武術入門』土屋書店、1985年。ISBN 978-4806902485。